# Skylark (группа, Италия)
Skylark — итальянская пауэр-метал-группа, образованная в 1994 году.

## История

### Основание, первые два альбома
Музыкальный коллектив Skylark был образован в 1994 году клавишником Эдди Антонини на основе желания соединить в одном музыкальном проекте несколько музыкальных стилей. После образования в группу приходят Фабио Доццо (вокал), Роберто Потенти (бас), Нико Тордини (гитара) и Федерико Риа (ударные). В 1995 году Skylark записывают целый альбом под названием The Horizon & the Storm, который был издан собственными силами. Альбом имел достаточно высокие оценки в музыкальных изданиях и привлёк внимание металлической общественности: 85 из 100 Flash, 4 из 5 Metal Shock, 8. 5 из 10 Rock Hard. Также группой заинтересовался лейбл Underground Symphony предложивший контракт группе. В итоге следующий релиз группы сингл Waiting for the Princess был издан именно на нём и, помимо прочего, содержал метал-обработку классического произведения Моцарта Eine Kleine NachtMusik K525.
В 1997 году выходит второй полноформатный альбом Dragon's Secret, который также был весьма хорошо встречен прессой. В мае Skylark уже выступают на разогреве у Royal Hunt в Милане, а также совершают собственное небольшое турне по родной стране. После тура группа сделала небольшую паузу в своей творческой деятельности, что было связано с работой Антонини над своим сольным альбомом.

### Divine Gates
В 1999 году группа создаёт первую часть дилогии Divine Gates под названием Divine Gates Part 1: Gate of Hell, которая вышла в сентябре. Концептуально дилогия была посвящена борьбе добра со злом. После выхода альбома Skylark занялись активной концертной деятельностью, в том числе отыграв в таких странах, как Чили и Тайвань, а в июле 2000 года сыграли на фестивале Rock Machine. А в это время прошлый альбом разошёлся тиражом в около 10 тысяч экземпляров, и его распространением начинали заниматься всё новые и новые лейблы (Metal Blade Records, SPV Records, NTS-Wagram и т. д.). Особым интересом у публики на концертах пользовалась продолжительная композиция Lady of the Sky.
Вторая часть дилогии вышла в ноябре 2000 года и называлась Divine Gates Part 2: Gate of Heaven.

### Дальнейшая деятельность
Следующим релизом группы стал альбом The Princess Day, увидевший свет на волне успеха концептуальной дилогии в 2001 году. Альбом также в некоторой мере продолжил концепцию предыдущих, хотя несколько прохладно был встречен в специализированной прессе, что, однако, не помешало ему успешно продаваться, в том числе по лицензии в Японии, Южной Корее и Тайване. В конце 2003 года Skylark переходят на новый лейбл Scarlet Records, а в 2004 году вместе с новой вокалисткой Киарой записывают шестой альбом Wings.

## Состав

### Настоящий состав
- Ashley (Ashley Ann Watson) — вокал
- Роберто «Бродо» Потенти — бас
- Эдди Антонини — клавишные

### Бывшие участники
- Фабио Доццо — вокал, бэк-вокал
- Нико Тордини — гитара
- Карлос Кантаторе — ударные
- Франческо Мелес — ударные
- Федерико Риа — ударные
- Киара Лаетитиа — вокал

## Дискография
- 1995 — The Horizon & the Storm
- 1996 — Waiting for the Princess (Сингл)
- 1997 — After the Storm (Сборник)
- 1997 — Dragon’s Secrets
- 1999 — Divine Gates Part 1: Gate Of Hell
- 2000 — Divine Gates Part 2: Gate of Heaven
- 2001 — The Princess' Day
- 2004 — Wings
- 2004 — In the Heart of the Princess (Сборник)
- 2005 — Fairytales
- 2007 — Divine Gates part 3: The Last Gate
- 2012 — Twilights Of Sand (Limited Edition 2CD)